# Temporada 2018 del Campeonato de Galicia de Rally
La temporada 2018 fue la edición 40.º del Campeonato de Galicia de Rally. Comenzó el 23 de febrero en el Rally de La Coruña y terminó el 18 de noviembre en el Rally Comarca da Ulloa. El calendario contaba con nueve pruebas de las cuales el Rally Rías Baixas entró como novedad, el Rally Botafumeiro regresó al certamen después de cuatro años de ausencia y el Rally do Cocido se salió al ser puntuable para el Campeonato de España de Rally.
Víctor Senra se proclamó campeón gallego por segundo año consecutivo. Alberto Meira y Iago Caamaño fueron los principales rivales.

## Calendario
| N.º | Fecha               | Rally                           | Resultados |
| --- | ------------------- | ------------------------------- | ---------- |
| 1   | 23-25 de febrero    | 22.º Rallye de La Coruña        | Resultados |
| 2   | 14-15 de abril      | 34.º Rally de Noia              | Resultados |
| 3   | 12-13 de mayo       | 52.º Rally Rías Baixas          | Resultados |
| 4   | 22-23 de junio      | 31.er Rally Cidade de Narón     | Resultados |
| 5   | 7-8 de julio        | 15.º Rally Sur do Condado       | Resultados |
| 6   | 24-25 de agosto     | 26.º Rally Botafumeiro          | Resultados |
| 7   | 22-23 de septiembre | 7.º Rally Ourense-Ribeira Sacra | Resultados |
| 8   | 27-28 de octubre    | 40.º Rally San Froilán          | Resultados |
| 9   | 17-18 de noviembre  | 11.º Rally Comarca da Ulloa     | Resultados |

## Equipos
| Equipo                    | Automóvil                  | Piloto                      | Copiloto                   | Rondas |
| ------------------------- | -------------------------- | --------------------------- | -------------------------- | ------ |
| Ares Racing               | Hyundai i20 R5             | Iván Ares                   | José Antonio Pintor        | 1      |
| Yacar Racing              | Ford Fiesta R5             | Víctor Senra                | David Vázquez Liste        | 1-8    |
| Escudería Lalín-Deza      | Ford Fiesta R5             | Iago Caamaño                | Antonio Solórzano          | 1      |
| Escudería Lalín-Deza      | Ford Fiesta R5             | Iago Caamaño                | Alberto Rodríguez González | 2-8    |
| Escudería Miño Lugo       | Ford Fiesta R5             | Adrían Díaz Pérez           | Andrea Lamas               | 8      |
| Escudería Surco           | Mitsubishi Lancer Evo X    | Alberto Meira               | José Murado                | 1-7    |
| Escudería Surco           | Mitsubishi Lancer Evo X R4 | Alberto Meira               | Mario González Tomé        | 8      |
| Escudería Surco           | Ford Fiesta N5             | Alberto Meira               | Mario González Tomé        | 9      |
| Escudería Surco           | Renault Clio R3 Maxi       | Jorge Pérez Oliveira        | Jorge Fernández Castiñeira | 1      |
| Escudería Surco           | Renault Clio R3 Maxi       | Jorge Pérez Oliveira        | Juan Gándara               | 2-9    |
| Suzuki Motor Ibérica      | Suzuki Swift R+            | Javier Pardo                | Adrián Pérez Fernández     | 1      |
| Escudería Ourense         | Suzuki Swift R+            | Javier Pardo                | Adrián Pérez Fernández     | 4-5    |
| Desguaces Tino Racing     | Ford Fiesta N5             | Tino Iglesias               | Jorge Iglesias             | 1-9    |
| One Seven                 | Peugeot 106                | Daniel Berdomás             | Mario González Tomé        | 1, 3-4 |
| One Seven                 | Peugeot 106                | Daniel Berdomás             | David Rivero               | 5-8    |
| One Seven                 | Peugeot 106                | Daniel Berdomás             | Iván Boquete Álvarez       | 9      |
| Senra Sport               | Peugeot 306 Maxi           | Manuel Senra                | Faustino Suárez            | 1-2    |
| Escudería Terra Chá Sport | Mitsubishi Lancer Evo IX   | Antonio Fernández Valcárcel | Francisco Otero Bande      | 1      |
| Escudería Terra Chá Sport | Mitsubishi Lancer Evo VI   | Antonio Fernández Valcárcel | Jordan Vázquez Bendoiro    | 2      |
| Escudería Terra Chá Sport | Mitsubishi Lancer Evo VIII | Antonio Fernández Valcárcel | Miguel Ángel Vidal Salgado | 3-4, 6 |
| Escudería Terra Chá Sport | Mitsubishi Lancer Evo VIII | Antonio Fernández Valcárcel | Alejandro López Fernández  | 7-9    |

## Clasificación

### Campeonato de pilotos
| Pos. | Piloto                      | 1 RDC | 2 NOI | 3 RBX | 4 NAR | 5 SDC | 6 BOT | 7 RBS | 8 SFR | 9 CDU | Pts  |
| ---- | --------------------------- | ----- | ----- | ----- | ----- | ----- | ----- | ----- | ----- | ----- | ---- |
| 1.   | Víctor Senra                | 2     | 2     | Ret   | 1     | 2     | 1     | 1     | 1     |       | 1717 |
| 2.   | Alberto Meira               | 4     | 3     | Ret   | 3     | 1     | 2     | 3     | Ret   | 1     | 1390 |
| 3.   | Jorge Pérez Oliveira        | 11    | 10    | 2     | 5     | 4     | Ret   | 7     | 6     | 5     | 1093 |
| 4.   | Iago Caamaño                | 3     | 1     | 18    | 2     | Ret   | 3     | 2     | Ret   |       | 1079 |
| 5.   | Tino Iglesias               | 8     | 7     | 3     | 6     | 5     | Ret   | 6     | 4     | 4     | 928  |
| 6.   | Antonio Fernández Valcárcel | 12    | Ret   | 4     | Ret   |       | 10    | 8     | 3     | 3     | 583  |
| 7.   | Daniel Berdomás Lorenzo     | 20    |       | 8     | 9     | 10    | 13    | Ret   | 10    | 8     | 587  |
| 8.   | Jorge Cagiao Sueiras        |       | 17    | 10    | 8     | 11    | 14    | 15    | 11    | 11    | 557  |
| 9.   | Celestino Iglesias Duarte   | 41    |       | 14    |       | 9     | Ret   | 40    | 19    | 7     | 475  |
| 10.  | Juan Carlos Simaes Iglesias | 50    | 72    | 93    | 57    | 55    |       | 61    |       | 35    | 470  |
| 11.  | José M. Pazos Fontan        |       | 19    | 11    | 10    | 12    | Ret   | 72    | Ret   | 6     | 375  |
| 12.  | Adrián Regueira Souto       |       | 65    | Ret   |       | 68    | 75    | 71    | 45    | 39    | 353  |
| 13.  | Rubén Gandoy Piñeiro        |       | 22    | 22    | 13    | 17    | 48    | 21    | 32    |       | 349  |
| 14.  | Rubén López López           | 29    | 23    | 15    | Ret   | 14    | 25    | 43    |       | 9     | 348  |
| 15.  | Ricardo Estévez Cortizo     |       |       | 85    | 72    | Ret   | Ret   | 70    | 43    | 38    | 326  |
| 16.  | Antón Pérez Fojón           |       |       | 90    |       | 61    | 65    |       | 42    | 40    | 257  |
| 17.  | Abel Pampillón Jorge        |       | 15    | Ret   |       | 13    | 17    | 22    | 33    | 25    | 286  |
| 18.  | Francisco Cotón Martínez    | 34    | 35    | 17    | 22    | 23    | 16    | 18    | 18    | 16    | 269  |
| 19.  | David González Gil          |       | 4     | Ret   |       | 6     |       |       |       |       | 264  |
| 20.  | Manuel Fernández Estévez    |       |       | 1     |       |       |       | 12    |       |       | 259  |
| 21.  | Martín Bello Nieto          |       | Ret   |       |       | 7     | 6     | Ret   |       |       | 254  |
| 22.  | Iván Ares                   | 1     |       |       |       |       |       |       |       |       | 245  |
| 23.  | Javier Martínez Carracedo   |       | 6     |       |       |       |       | 4     |       | Ret   | 237  |
| 24.  | Adrián Díaz Pérez           |       |       |       |       |       |       |       | 2     |       | 232  |
| 25.  | Álvaro Pérez Abeijón        | 10    | 8     |       |       | 19    | Ret   |       |       |       | 230  |
| 26.  | Iván Boquete Álvarez        | 55    |       | 87    |       | 66    | 74    | Ret   |       |       | 224  |
| 27.  | Adrián Vázquez Martínez     | 33    | 31    |       | 27    |       |       | 28    | 22    | 23    | 219  |
| 28.  | Emilio J. Vázquez Pereira   |       | 12    | Ret   |       | Ret   |       | 5     |       |       | 212  |
| 29.  | Daniel Castro Rodríguez     | 9     |       |       | 7     |       |       |       |       |       | 212  |
| 30.  | Javier Estévez Martínez     |       |       | 7     |       | 8     |       |       |       |       | 209  |
| 31.  | Alberto Otero               |       |       |       |       |       |       |       |       | 2     | 203  |
| 32.  | Pablo Rey                   |       |       | 39    | 4     |       |       |       |       |       | 201  |
| 33.  | Marcelo Conchado Falcone    | 54    |       | 83    |       | 62    | Ret   | Ret   |       |       | 197  |
| 34.  | Manuel José Souto Paderne   |       |       |       |       |       | 4     |       | 47    |       | 189  |
| 35.  | Javier Pardo Siota          | Ret   |       |       | Ret   | 3     |       |       |       |       | 184  |
| 36.  | César Gonzalves Pereira     |       |       |       | 14    |       |       |       | 5     |       | 168  |
| 37.  | Francisco Pazos García      | 17    |       | 16    |       | Ret   |       | Ret   |       |       | 161  |
| 38.  | Adrián Campaña Crestar      | 25    | 13    | 6     |       |       | 9     |       |       |       | 156  |
| 39.  | Luis Penido                 | Ret   | 9     | Ret   |       | Ret   | 5     |       |       |       | 152  |
| 40.  | Antonio Sampayo             | 27    | 20    |       |       |       | 19    |       |       |       | 146  |
| 41.  | Adrián Costas Alonso        |       |       | 5     |       |       |       |       |       |       | 140  |
| 42.  | Jorge Garnelo Fernández     | 31    | 43    | 20    | 15    | 24    | Ret   | Ret   | Ret   |       | 136  |
| 43.  | Domingo Molinos Sobrado     |       | 14    | 42    | Ret   | Ret   |       | 14    |       |       | 135  |
| 44.  | David Rivas Fuentes         |       |       |       |       |       | 11    |       | 13    |       | 135  |
| 45.  | Ricardo Costa               | Ret   | 5     |       |       |       |       |       |       |       | 128  |
| 46.  | José M. Cabezas Padín       | Ret   | 25    |       | 20    |       | Ret   |       | 25    |       | 114  |
| 47.  | Pablo Álvarez Rodríguez     | 60    |       |       | 73    |       |       |       |       |       | 113  |
| 48.  | Joan Vinyes                 | 5     |       |       |       |       |       |       |       |       | 112  |
| 49.  | Daniel Álvarez Rivas        |       |       |       |       |       |       | 10    | 21    | Ret   | 109  |
| 50.  | Diego Camuñas Iglesias      |       |       |       |       |       |       | 69    | Ret   | 42    | 105  |
| 51.  | Darío Calviño Domínguez     |       | 95    |       | 80    |       |       |       |       |       | 104  |
| 52.  | David Roo Villar            |       | 92    |       |       |       | 84    |       |       |       | 99   |
| 53.  | Edgar Agras Pita            |       |       | 86    |       | Ret   | 81    |       |       |       | 98   |
| 54.  | David González Vázquez      | Ret   | 44    | Ret   | Ret   | 37    |       | Ret   |       |       | 96   |
| 55.  | Francisco Lago Sande        |       |       |       |       |       |       |       | 9     |       | 96   |
| 56.  | Manuel Sandamil Cabana      |       |       |       |       |       |       | 13    | 7     |       | 95   |
| 57.  | José Manuel Lista Mañana    | 6     |       |       | Ret   |       |       |       |       |       | 91   |
| 58.  | Pablo Aneiros Díaz          |       | 28    |       | 11    |       |       |       |       |       | 88   |
| 59.  | Eugenio González Piñeiro    |       |       | 21    |       | 21    |       |       |       |       | 85   |
| 60.  | Aitor Pico Lagoa            |       |       |       | 32    |       | 24    |       | 15    |       | 84   |
| 61.  | Víctor Solórzano García     |       |       |       |       | 71    |       |       |       |       | 82   |
| 62.  | Lisardo Abelleira Santos    |       | 11    |       |       |       | Ret   |       |       |       | 80   |
| 63.  | Francisco Dorado Vizcaíno   |       |       |       |       |       |       |       | 12    |       | 80   |
| 64.  | David Busto García          |       | Ret   |       |       |       | 22    |       |       | 13    | 77   |
| 65.  | Alejandro Martínez Bacelo   | 38    |       |       | 25    |       |       |       |       |       | 77   |
| 66.  | Antonio Villar              |       |       |       |       |       | 7     |       |       |       | 77   |
| 67.  | Diego González Castro       | 32    | 26    | Ret   | Ret   |       |       |       |       | 24    | 74   |
| 68.  | Pablo Pazó Figueroa         |       |       | 9     |       | Ret   |       |       |       |       | 70   |
| 69.  | Alberto López Belón         | 7     | Ret   |       |       |       |       |       |       |       | 70   |
| 70.  | José L. González Rodríguez  |       |       |       |       |       | 36    |       |       |       | 70   |
| 71.  | Borja Vila Gradaille        | 13    |       |       |       |       |       |       |       |       | 70   |
| 72.  | Javier López Ruiz Ruano     |       |       |       |       |       |       | 16    |       |       | 70   |
| 73.  | Miguel A. Caeiro Villar     | Ret   | 86    | Ret   | 42    | 35    | Ret   | 36    | 20    | 20    | 68   |
| 74.  | Guillermo Martínez Sedano   |       | 18    | Ret   |       |       |       | Ret   |       |       | 64   |
| 75.  | Manuel Senra                | Ret   | 16    |       |       |       |       |       |       |       | 64   |
| 76.  | César Díaz Pérez            |       |       |       |       |       |       |       | 8     |       | 64   |
| 77.  | Joaquín Rasilla             |       |       |       |       |       |       |       | 34    |       | 64   |
| 78.  | Francisco Rodríguez Piñeiro |       |       |       | 17    |       |       |       |       |       | 64   |
| 79.  | David Grandal Graña         | 16    |       |       | Ret   |       |       |       |       | Ret   | 63   |
| 80.  | Daniel Pereira Rodríguez    |       | 94    | 77    |       |       |       |       |       |       | 63   |
| 81.  | Ismael Sieira Ramallo       |       | 51    |       |       |       | 57    |       |       |       | 63   |
| 82.  | Rubén Domínguez Márquez     |       |       | 29    |       | 18    |       |       |       |       | 63   |
| 83.  | Cristian Lamas Sampayo      |       |       |       |       |       |       | 17    |       |       | 63   |
| 84.  | Diego Vila Fernández        | Ret   | Ret   | Ret   |       | 25    | 20    |       |       |       | 58   |
| 85.  | Miguel Iglesias Villela     | Ret   | 32    | Ret   |       | Ret   |       |       | Ret   | 15    | 57   |
| 86.  | Miguel A. Alonso García     | Ret   | Ret   | 40    | Ret   | 27    |       |       |       |       | 56   |
| 87.  | Álvaro Méndez Castro        |       | Ret   |       | 12    | Ret   | Ret   |       | Ret   |       | 56   |
| 88.  | Iván Vázquez Castro         | 14    | Ret   |       | Ret   |       |       |       |       |       | 56   |
| 89.  | Pedro Castro Carballo       |       |       |       |       |       | 8     |       |       | Ret   | 56   |
| 90.  | Javier Andrade Salgueiro    |       |       | 34    |       |       |       |       |       |       | 56   |
| 91.  | Óscar Veiga Bello           |       |       |       |       |       |       |       | Ret   | 12    | 56   |
| 92.  | Óscar Fernández Fidalgo     |       |       |       |       |       |       | 30    |       |       | 56   |
| 93.  | José Antonio Lodeiro        |       |       |       | 76    |       |       |       |       | Ret   | 56   |
| 94.  | Albino López Garabatos      |       |       |       |       |       |       |       |       | 27    | 56   |
| 95.  | José M. Rodríguez Sanromán  |       |       | 12    |       |       |       |       |       |       | 56   |
| 96.  | Juan José López Vidal       | 40    |       |       |       |       |       |       |       |       | 56   |
| 97.  | Alejandro Fernández López   |       |       |       |       |       |       |       | 63    |       | 56   |
| 98.  | Alberto González Fernández  |       |       |       |       |       |       | 19    |       |       | 56   |
| 99.  | Diego Vázquez Castro        |       |       |       |       |       |       |       | 16    |       | 56   |
| 100. | Alberto Nimo                |       |       |       |       |       |       | 9     |       |       | 49   |
| 101. | Antonio Pérez Orozco        | 15    |       |       | Ret   |       |       |       |       | 14    | 49   |
| 102. | Rodrigo Vila González       |       | 38    | 13    |       | Ret   |       |       |       |       | 49   |
| 103. | Antonio Bouzas Teira        |       | Ret   |       |       |       | 18    |       |       |       | 49   |
| 104. | Alberto Bermúdez Fandiño    | 21    |       |       |       |       | 53    |       |       |       | 49   |
| 105. | José M. Piay Díaz           |       |       |       |       |       | 77    |       |       |       | 49   |
| 106. | Yago Velo Fernández         |       |       |       |       |       |       | 32    |       |       | 49   |
| 107. | Santiago García Paz         | 19    |       |       |       |       |       |       |       |       | 49   |
| 108. | Rubén Sánchez Agruña        |       |       |       |       |       |       | Ret   | 54    |       | 48   |
| 109. | José M. Rodríguez Fernández |       |       | Ret   |       |       |       | 80    | 37    |       | 44   |
| 110. | Cristóbal Teijeiro López    | 24    | Ret   |       | Ret   |       | 21    |       | 39    |       | 42   |
| 111. | Francisco Cendán            |       |       | 88    |       |       |       |       |       | 28    | 42   |
| 112. | Fabio García Rivas          |       |       |       |       |       |       |       |       | 21    | 42   |
| 113. | Luis Aragonés               |       |       |       |       |       |       | 25    |       |       | 42   |
| 114. | José A. Martínez Del Río    |       |       |       |       | 22    |       |       |       |       | 40   |
| 115. | Manuel Bouzas Teira         |       | Ret   |       |       | 15    | Ret   |       |       |       | 40   |
| 116. | Daniel Gandoy Piñeiro       |       |       |       | 16    |       | 48    |       | 31    | 10    | 40   |
| 117. | Marcos Díaz Días            |       |       |       |       | 16    |       |       | 28    |       | 40   |
| 118. | Héctor Pérez Fernández      |       |       |       |       |       | Ret   |       | 64    |       | 40   |
| 119. | David González Souto        |       |       |       |       |       | Ret   |       | 27    |       | 40   |
| 120. | José L. Cotelo Fernández    |       |       |       | 38    |       |       |       |       |       | 40   |
| 121. | Iván García Redondo         | 30    | 60    |       | 35    |       | 31    |       |       |       | 35   |
| 122. | David Rodríguez Barreal     |       |       |       |       |       |       |       |       |       | 35   |
| 123. | José L Puime Pérez          |       |       |       |       |       |       |       |       |       | 35   |
| 124. | José R. Teijeiro Gómez      |       |       |       |       |       |       |       |       |       | 35   |
| 125. | Adrián Otero Otero          |       |       |       |       |       |       |       |       |       | 35   |
| 126. | Gabriel Rodríguez Gandara   |       |       |       |       |       |       |       |       |       | 35   |
| 127. | Samuel Rodríguez Bdez.      |       |       |       |       |       |       |       |       |       | 35   |
| 128. | Miguel Vilares Cabana       |       |       |       |       |       |       |       |       |       | 35   |
| 129. | Miguel Álvarez González     |       |       |       |       |       |       |       |       |       | 35   |
| 130. | Mario Saa Fernández         |       |       |       |       |       |       |       |       |       | 35   |
| 131. | Delfino Ramos Louzao        |       |       |       |       |       |       |       |       |       | 35   |
| 132. | David Barreiro Vilaboa      |       |       |       |       |       |       |       |       |       | 35   |
| 133. | Francisco Gómez Cebey       |       |       |       |       |       |       |       |       |       | 32   |
| 134. | Eligio González Abellas     |       |       |       |       |       |       |       |       |       | 32   |
| 135. | Miguel A. Sánchez Calvo     |       |       |       |       |       |       |       |       |       | 32   |
| 136. | Vicente Cabarcos Barro      |       |       |       |       |       |       |       |       |       | 32   |
| 137. | Maikel Márquez Rodríguez    |       |       |       |       |       |       |       |       |       | 32   |
| 138. | Heriberto Ata Lestón        |       |       |       |       |       |       |       |       |       | 30   |
| 139. | Pedro Reija Díaz            |       |       |       |       |       |       |       |       |       | 28   |
| 140. | José R. Cambeiro Janeiro    |       |       |       |       |       |       |       |       |       | 28   |
| 141. | Daniel Martínez Almeida     |       |       |       |       |       |       |       |       |       | 28   |
| 142. | Rubén Santas López          |       |       |       |       |       |       |       |       |       | 28   |
| 143. | Miguel Martínez González    |       |       |       |       |       |       |       |       |       | 28   |
| 144. | Clemente Alves Bello        |       |       |       |       |       |       |       |       |       | 24   |
| 145. | José L. Casellas Ferreira   |       |       |       |       |       |       |       |       |       | 24   |
| 146. | Ignacio Sanesteban Puente   |       |       |       |       |       |       |       |       |       | 24   |
| 147. | Francisco Pico López        |       |       |       |       |       |       |       |       |       | 24   |
| 148. | Álvaro Muñiz Mora           |       |       |       |       |       |       |       |       |       | 24   |
| 149. | Luis Díaz Fernández         |       |       |       |       |       |       |       |       |       | 24   |
| 150. | Rubén Ojea Alonso           |       |       |       |       |       |       |       |       |       | 24   |

### Escuderías
| Pos. | Escudería              | Pts  |
| ---- | ---------------------- | ---- |
| 1    | Escudería Surco        | 1592 |
| 2    | Yacar Racing           | 1050 |
| 3    | Escudería Lalín-Deza   | 774  |
| 4    | PTC Escuela            | 756  |
| 5    | Desguaces Tino Racing  | 643  |
| 6    | Galicia Motor Sport    | 550  |
| 7    | One Seven              | 492  |
| 8    | Escudería Berberecho   | 341  |
| 9    | Escudería Siroco Narón | 319  |
| 10   | Escudería Miño-Lugo    | 316  |

### Copilotos
| Pos. | Copiloto                   | Pts  |
| ---- | -------------------------- | ---- |
| 1    | David Vázquez Liste        | 1717 |
| 2    | José Murado González       | 1145 |
| 3    | Juan Gándara               | 1023 |
| 4    | Jorge Iglesias Cores       | 928  |
| 5    | Alberto Rodríguez González | 918  |
| 6    | Amelia Blanco              | 557  |
| 7    | Bárbara Gómez              | 475  |
| 8    | Diego Túñez                | 470  |
| 9    | Alejandro López            | 408  |
| 10   | José Pintor                | 406  |

### Agrupación 1
| Pos. | Piloto                      | Pts  |
| ---- | --------------------------- | ---- |
| 1    | Víctor Senra                | 1717 |
| 2    | Alberto Meira               | 1390 |
| 3    | Iago Caamaño                | 1149 |
| 4    | Celestino Iglesias Cores    | 1009 |
| 5    | Antonio Fernández Valcarcel | 653  |
| 6    | David González Gil          | 280  |
| 7    | Manuel Fernández Estévez    | 273  |
| 8    | Iván Ares                   | 245  |
| 9    | Javier Martínez Carracedo   | 237  |
| 10   | César Gonzálves Pereira     | 232  |

### Agrupación 2
| Pos. | Piloto                     | Pts  |
| ---- | -------------------------- | ---- |
| 1    | Jorge Pérez Oliveira       | 2058 |
| 2    | Celestino Iglesias Duarte  | 1267 |
| 3    | Emilio J. Vázquez Pereira  | 477  |
| 4    | David González Vázquez     | 256  |
| 5    | José L. González Rodríguez | 245  |
| 6    | David Grandal Graña        | 203  |
| 7    | Isamel Sieira Ramallo      | 203  |
| 8    | Manuel Senra               | 184  |
| 9    | Eugenio González Piñeiro   | 184  |
| 10   | Joaquín Rasilla            | 184  |

### Agrupación 3
| Pos. | Piloto                  | Pts |
| ---- | ----------------------- | --- |
| 1    | José M. Pazos Fontán    | 946 |
| 2    | Rubén López López       | 871 |
| 3    | Abel Pampillón          | 807 |
| 4    | Adrián Vázquez Martínez | 567 |
| 5    | Martín Bello Nieto      | 567 |
| 6    | Daniel Castro Rodríguez | 525 |
| 7    | Álvaro Pérez Abeijón    | 483 |
| 8    | David Rivas Fuentes     | 435 |
| 9    | Javier Estévez Martínez | 435 |
| 10   | Antonio Sampayo         | 296 |

### Agrupación 4
| Pos. | Piloto                  | Pts  |
| ---- | ----------------------- | ---- |
| 1    | Daniel Berdomás Lorenzo | 1640 |
| 2    | Jorge Cagiao            | 1608 |
| 3    | Rubén Gandoy            | 965  |
| 4    | Francisco Cotón         | 705  |
| 5    | Francisco Pazos         | 467  |
| 6    | Domingo Molinos         | 435  |
| 7    | Daniel Álvarez Rivas    | 325  |
| 8    | José M. Cabezas Padín   | 288  |
| 9    | Lisardo Abelleira       | 280  |
| 10   | Franciso Lago Sande     | 280  |

### Agrupación 5
| Pos. | Piloto                  | Pts  |
| ---- | ----------------------- | ---- |
| 1    | Juan C. Simaes Iglesias | 1597 |
| 2    | Adrián Regueira Souto   | 1047 |
| 3    | Ricardo Estévez Cortizo | 1031 |
| 4    | Antonio F. Pérez Fojón  | 981  |
| 5    | Iván Boquete Álvarez    | 649  |
| 6    | Marcelo Conchado        | 632  |
| 7    | Pablo Álvarez           | 317  |
| 8    | Diego Camuñas           | 315  |
| 9    | Darío Calviño           | 280  |
| 10   | David Roo Villar        | 275  |

### Pirelli AMF MS
| Pos. | Piloto                  | Pts  |
| ---- | ----------------------- | ---- |
| 1    | Rubén Gandoy Piñeiro    | 1329 |
| 2    | Rubén López López       | 1321 |
| 3    | Francisco Cotón         | 1295 |
| 4    | Francisco Pazos         | 590  |
| 5    | Miguel A. Caeiro Villar | 562  |
| 6    | Aitor Pico Lagoa        | 444  |
| 7    | Cristóbal Teijeiro      | 367  |
| 8    | Iván García             | 346  |
| 9    | Daniel Álvarez Rivas    | 322  |
| 10   | Rodrigo Vila            | 306  |

### Pirelli Top Ten A
| Pos. | Piloto                   | Pts  |
| ---- | ------------------------ | ---- |
| 1    | Celestino Iglesias Cores | 1465 |
| 2    | Jorge Pérez Oliveira     | 1386 |
| 3    | Antonio Fernández        | 954  |
| 4    | Adrián Campaña           | 466  |
| 5    | Manuel Fernández Estévez | 322  |
| 6    | César Gonzalves          | 320  |
| 7    | Miguel A. Alonso         | 268  |
| 8    | Alberto Nimo             | 252  |
| 9    | Antonio Sampayo          | 240  |
| 10   | Ricardo Costa            | 228  |

### Pirelli Top Ten B
| Pos. | Piloto                    | Pts |
| ---- | ------------------------- | --- |
| 1    | Abel Pampillón Jorge      | 949 |
| 2    | José M. Pazos Fontán      | 941 |
| 3    | Celestino Iglesias Duarte | 622 |
| 4    | Adrián Vázquez            | 618 |
| 5    | Álvaro Pérez Abeijón      | 546 |
| 6    | Domingo Molinos           | 468 |
| 7    | Martín Bello              | 450 |
| 8    | Javier Estévez Martínez   | 410 |
| 9    | David Rivas Fuentes       | 375 |
| 10   | Pablo Aneiros Díaz        | 272 |

### Recalvi
| Pos. | Piloto                   | Pts |
| ---- | ------------------------ | --- |
| 1    | Antonio Fco. Pérez Fojón | 928 |
| 2    | Ricardo Estévez Cortizo  | 795 |
| 3    | Adrián Regueira Souto    | 794 |
| 4    | Iván Boquete Álvarez     | 461 |
| 5    | Marcelo Conchado Falco   | 410 |
| 6    | Víctor Solórzano García  | 268 |
| 7    | Edgar Agras Pita         | 144 |
| 8    | Manuel J. Souto Paderne  | 128 |
| 9    | Rubén Sánchez            | 126 |
| 10   | Gabriel Rodríguez        | 112 |

### Volante FGA
| Pos. | Piloto                | Pts  |
| ---- | --------------------- | ---- |
| 1    | Jorge Cagiago Sueiras | 1615 |
| 2    | Daniel Berdomás       | 1520 |
| 3    | Jorge Garnelo         | 731  |
| 4    | José M. Cabezas Padín | 663  |
| 5    | Brais García Neu      | 560  |
| 6    | Abraham Vázquez       | 460  |
| 7    | Rubén Puime Pérez     | 430  |
| 8    | Diego González Castro | 300  |
| 9    | Diego Vila Fernández  | 284  |
| 10   | Heriberto Ata Lestón  | 270  |